# Gierów
Gierów est une localité polonaise du gmina de Grodków, située dans le powiat de Brzeg (voïvodie d'Opole).

## Histoire
De 1742 à 1945, Gührau fait partie de l'arrondissement de Grottkau dans le district d'Oppeln au sein de la province de Silésie.

## Démographie
En 2021, la population était de 182 habitants.